# Хибиятль
Хибиятль (цез. ХIибйа) — село в Цунтинском районе Республики Дагестан. Административный центр Хибиятлинского сельсовета.

## География
Село находится на расстоянии 15 км к западу от села Цунта, административного центра района.

## История
В 1944 году село было ликвидировано, а население переселено в Веденский район. В 1957 году было восстановлено.

## Население
| 1888 | 1895 | 1926 | 1939 | 1970 | 1989 | 2002 |
| ---- | ---- | ---- | ---- | ---- | ---- | ---- |
| 65   | ↗67  | ↘28  | ↗135 | ↘97  | ↗115 | ↗132 |
| 2010 | 2021 |      |      |      |      |      |
| ↘126 | ↗150 |      |      |      |      |      |

### Национальный состав
По данным Всероссийской переписи населения 2010 года — моноэтническое дидойское село.